# Zespół budynków Instytutu Meteorologii i Gospodarki Wodnej w Legionowie
Zespół budynków Instytutu Meteorologii i Gospodarki Wodnej w Legionowie – jeden z obiektów wpisany do gminnej ewidencji zabytków miasta Legionowo. Znajduje się przy ulicy Zegrzyńskiej.
Budynki zostały wzniesione w latach 30. XX wieku jako Państwowy Instytut Meteorologiczny. Jeden z nich został zniszczony w 1944 roku i następnie został odbudowany po zakończeniu II wojny światowej, drugi z kolei pełniący funkcję mieszkalną dla pracowników, zachował się do dziś. W budynku instytutu mieszkali w Alina i Czesław Centkiewiczowie. Z terenu instytutu wyruszyła również, w 1932 roku, pierwsza polska ekspedycja polarna.